# میتسوکا هیمیکو
میتسوکا هیمیکو (Mitsuoka Himiko) خودرویی است که در تویاما و  استان تویاما تولید شده‌است. 
طراحی آن خودروهای موتور جلو-محور عقب بوده طول آن در حالت طبیعی ۴٬۵۷۵ میلیمتر (۱۸۰٫۱ اینچ) و  ارتفاع آن در حالت طبیعی ۱٬۲۴۵ میلیمتر (۴۹٫۰ اینچ) و  وزن آن در حالت طبیعی ۱٬۲۳۰ کیلوگرم (۲٬۷۱۰ پوند)  است. سیستم جعبه‌دندهٔ آن ۵ دنده به دو صورت خودکار و دستی است.